# ラーバ (自動車メーカー)
ラーバ・オートモーティブ・ホールディング（Rába Automotive Holding Plc ハンガリー語:Rába Járműipari Holding Nyrt）一般的な名称として「ラーバ」は、ハンガリーの自動車メーカー。農機や鉄道車両、土木機械用の車軸、橋梁やサイロなど自動車以外の設計と製造も行っており、ジェール・モション・ショプロン県、ジェールに本社を構える。

## 歴史
1896年に地元投資家9人によって設立される。
1899年、ラーバは外国への輸出を開始する。エジプト、東インド諸島、南部アフリカに鉄道の客車を、オランダのアムステルダムとベルギーのアントワープに路面電車の供給を行う。またロンドン地下鉄の車両はラーバで製造が行われており、ロンドン地下鉄は合計90両以上の列車を発注している。1904年に自動車製造として初となるガソリンエンジン仕様のトラック製造が開始されており、設計にはフェルディナント・ポルシェも招致している。1914年、同社は最初の乗用車「RÁBA Alpha」の製造を開始しており、オーストリア＝ハンガリー帝国帝室は皇帝カール1世がプライベートで使用するため特別に設計された「RÁBA Grand」を発注している。
1940年に航空機の開発をしており、合計12機の偵察機「WM-21ソリオム」を製造。この他、試作機「レベンテⅡ」も開発しており、1942年まで移動式の列車製造工場に於いて27機のソリオムとフォッケウルフ29機を製造している。1941年にはシュコダ T-21戦車のライセンス生産である「トゥラーン戦車」の製造を開始。1942年、メッサーシュミット製造プログラムが開始されており、メッサーシュミット Bf109とメッサーシュミットMe210/410の製造がダヌビアン航空機工場と共同で開始される。
1948年、手押しトロッコの製造を開始したことにより農機製造が停止される。
1963年、エンジン製造に関するライセンスをハンガリー政府が購入し、列車製造工場はディーゼルエンジン製造工場へ変更され幹線道路向けトラックの迅速な開発が促される。
ラーバのトラックは、1967年にルノーやMANなどトラックメーカー数社が参画したコンソーシアムとのライセンス契約を締結したことにより、西ドイツのMANから提供されたキャビンを使用していたが、1980年代からダフのF241シリーズのキャビンも使用されている。
1997年政府と民営化へ向けた協議を行った結果、ブダペスト証券取引所に上場を行う。

## 画像

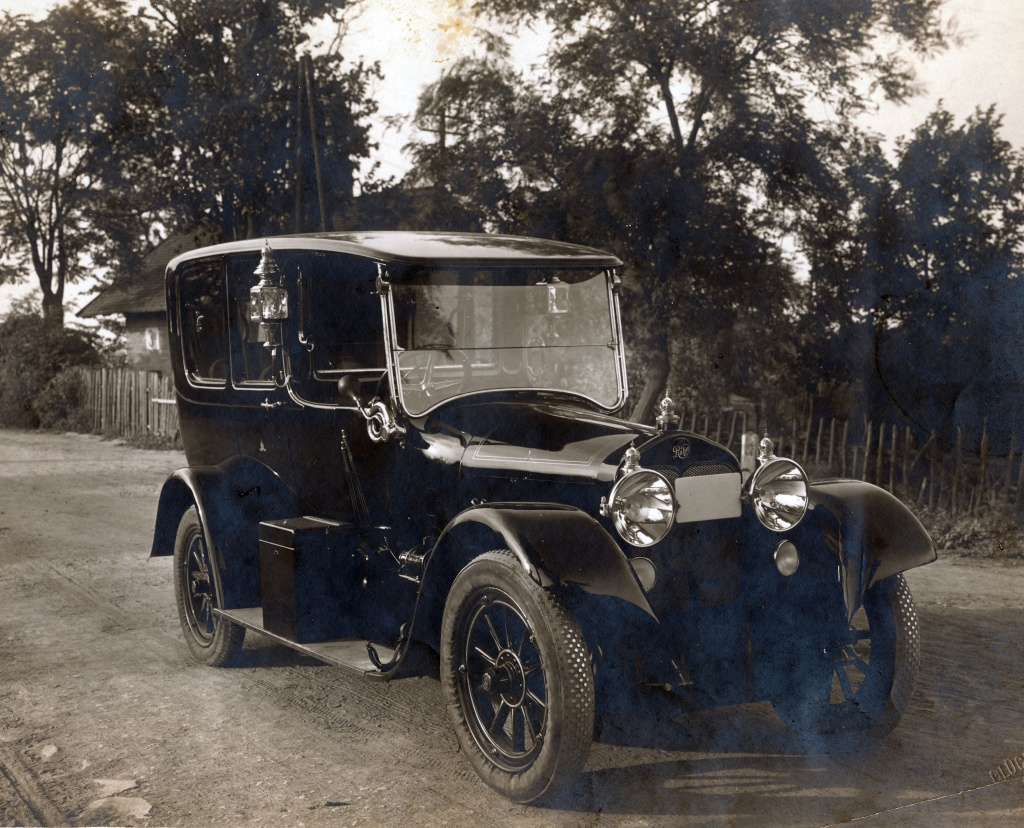
1913年式、Raba Grand
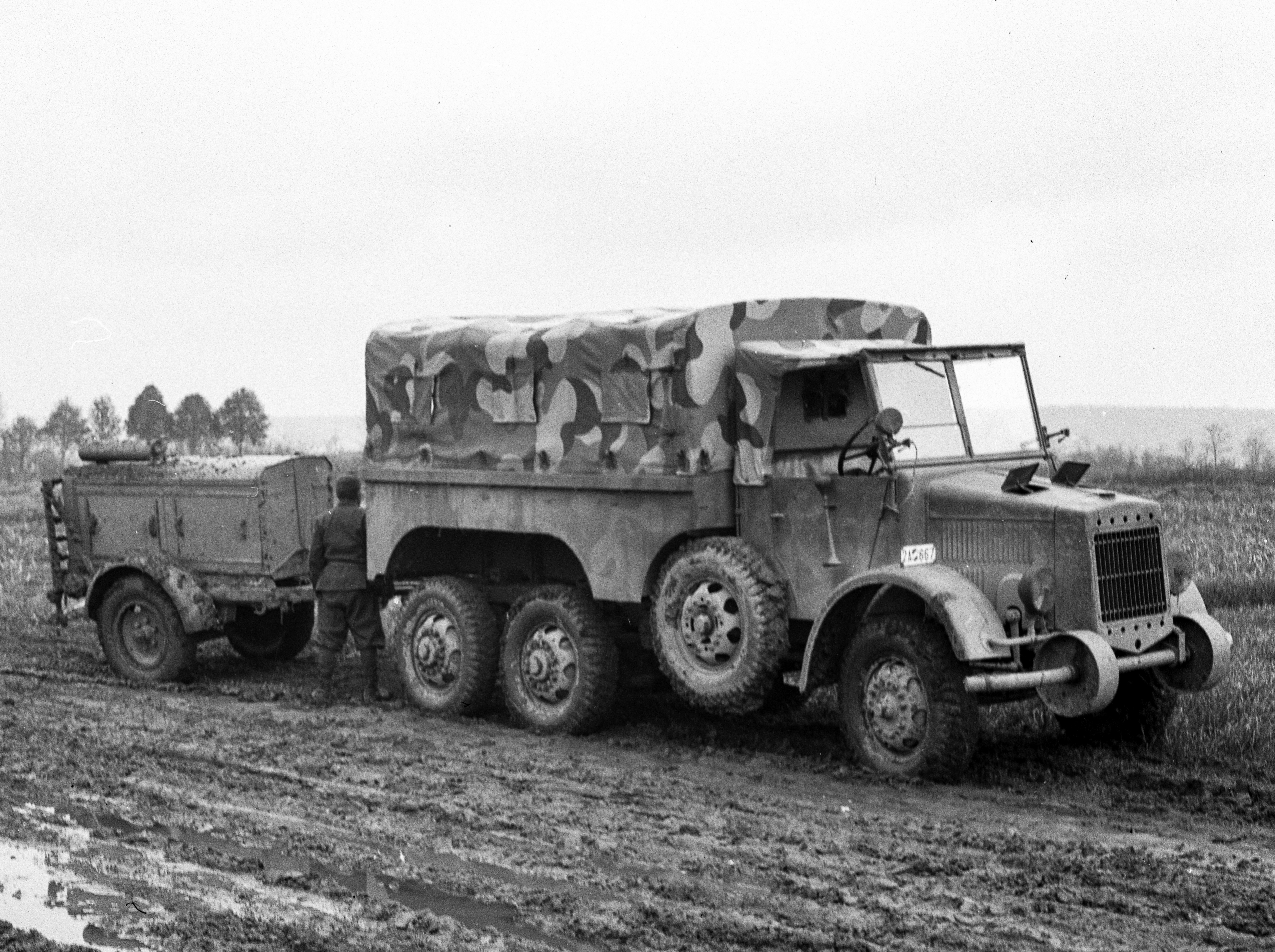
1941年に撮影されたRába Botond 軍用トラック
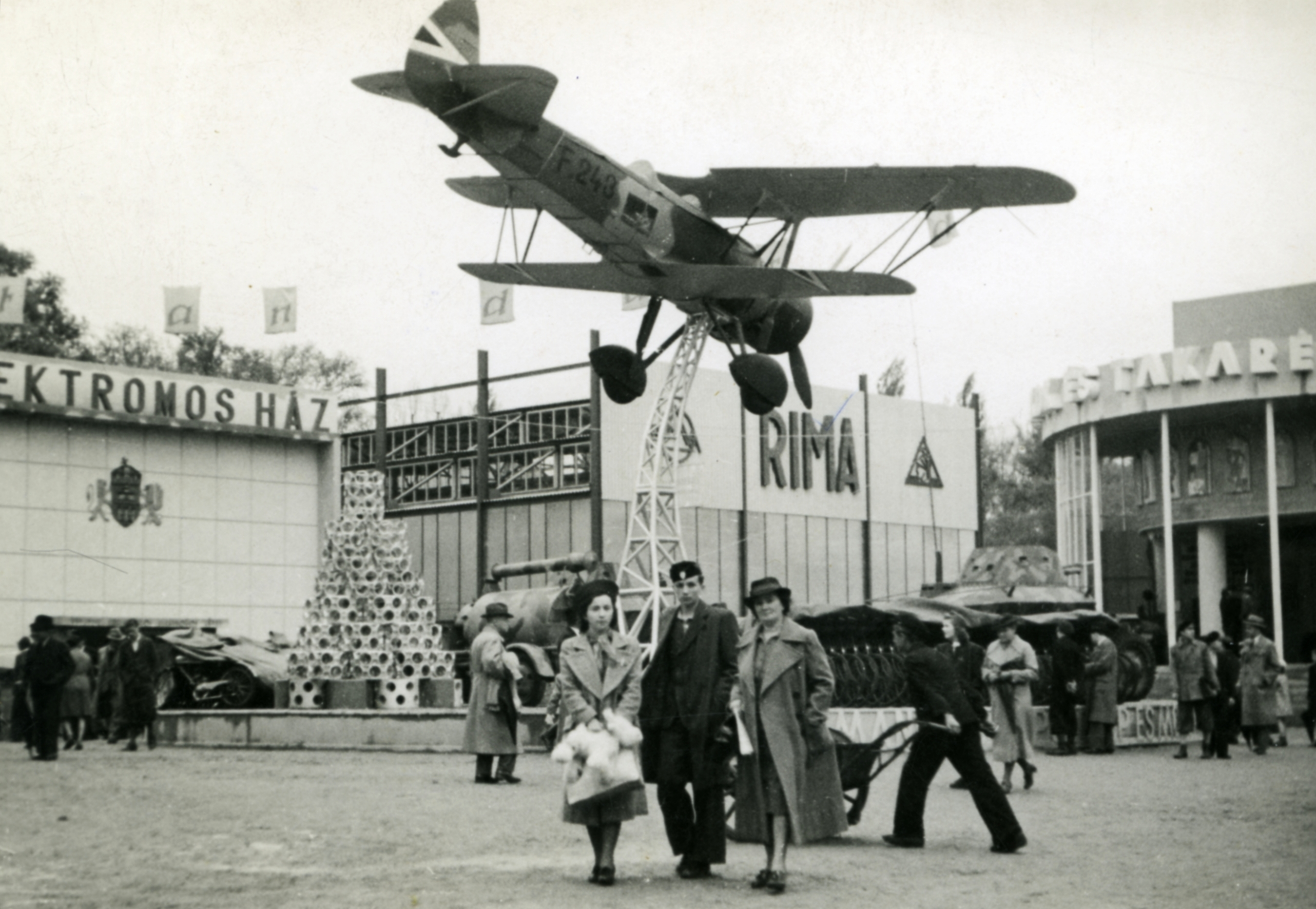
Weiss WM-21 Sólyom（ソリオム偵察機）
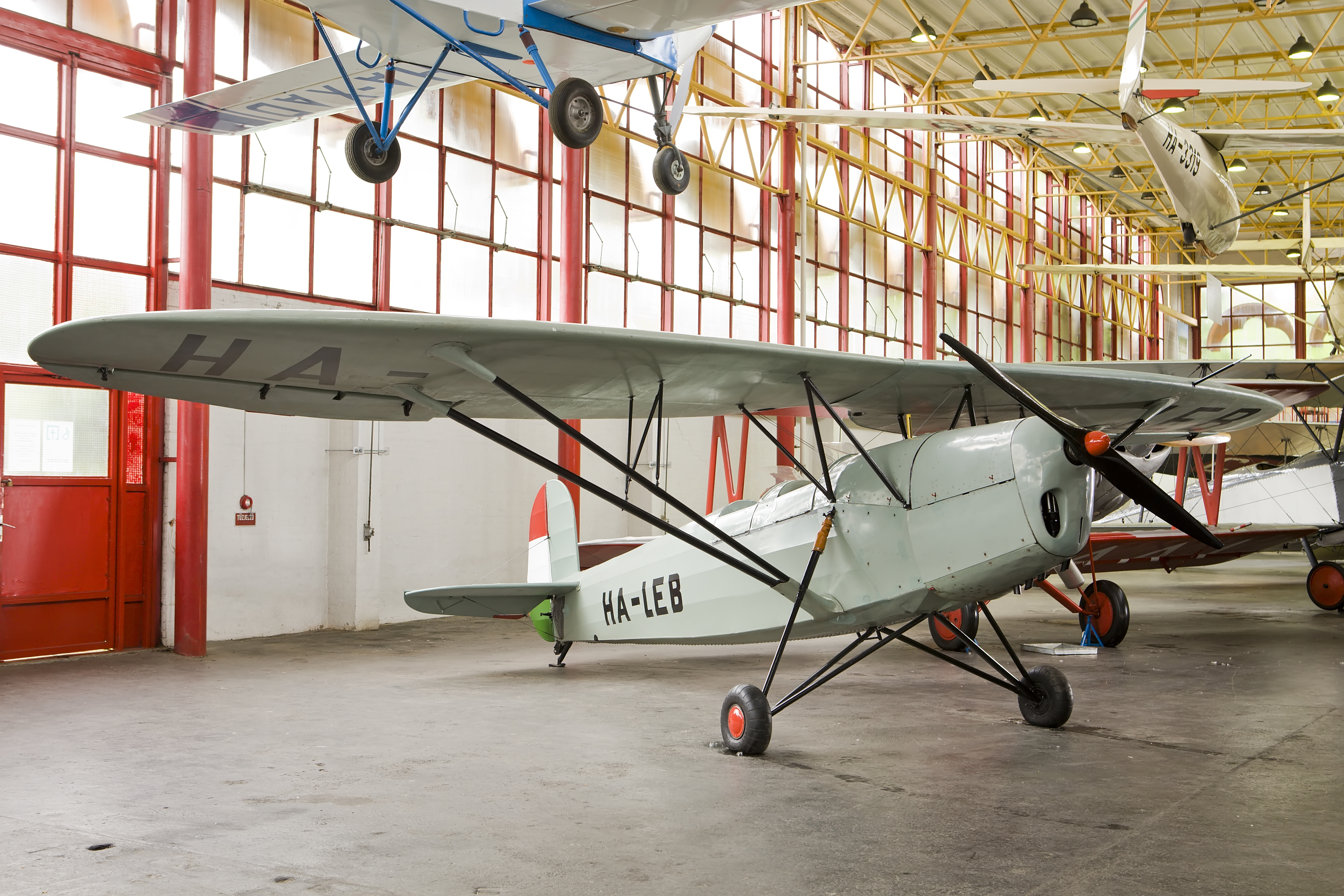
Levente II（レベンテⅡ偵察機）
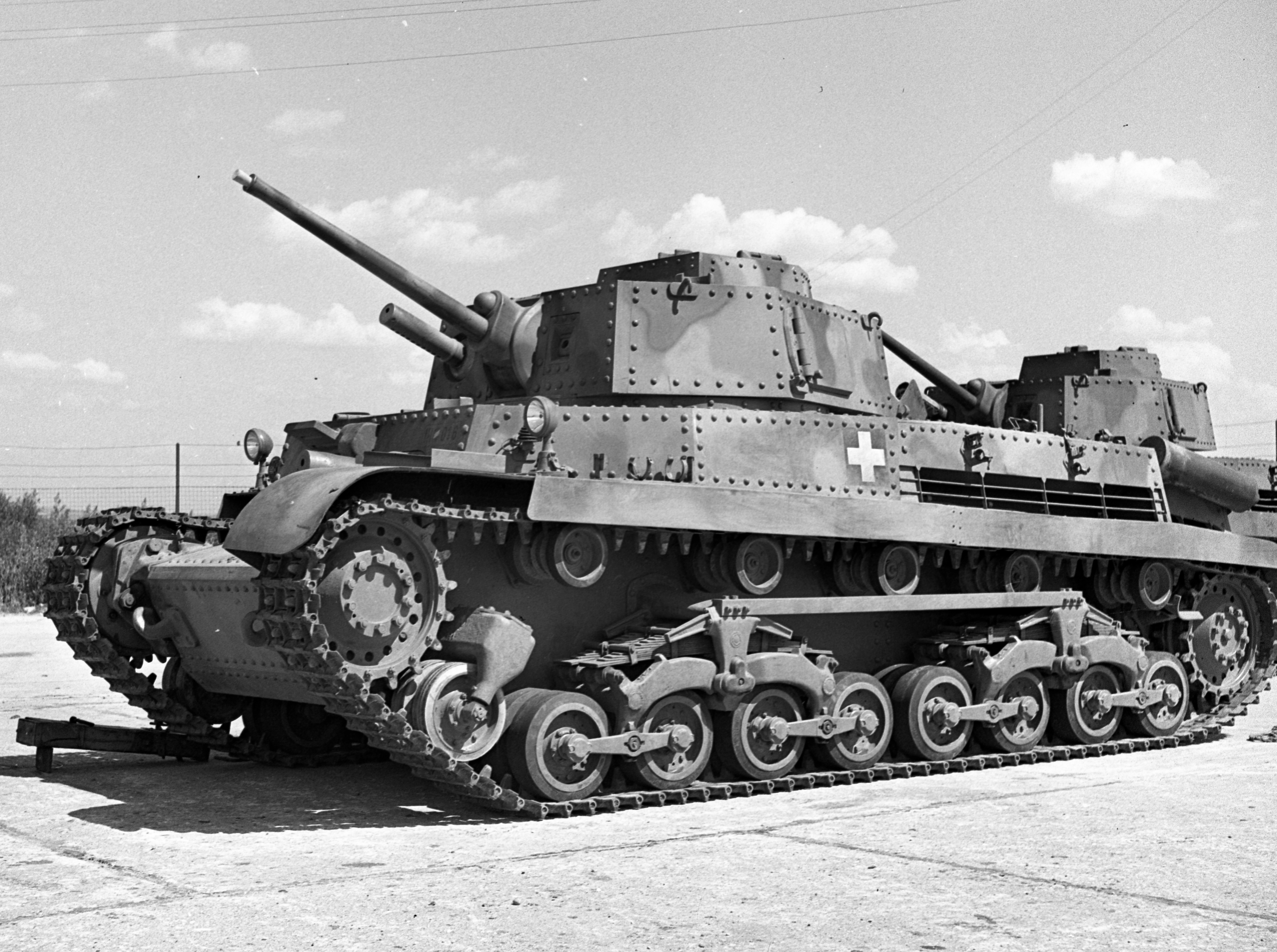
トゥラーン戦車
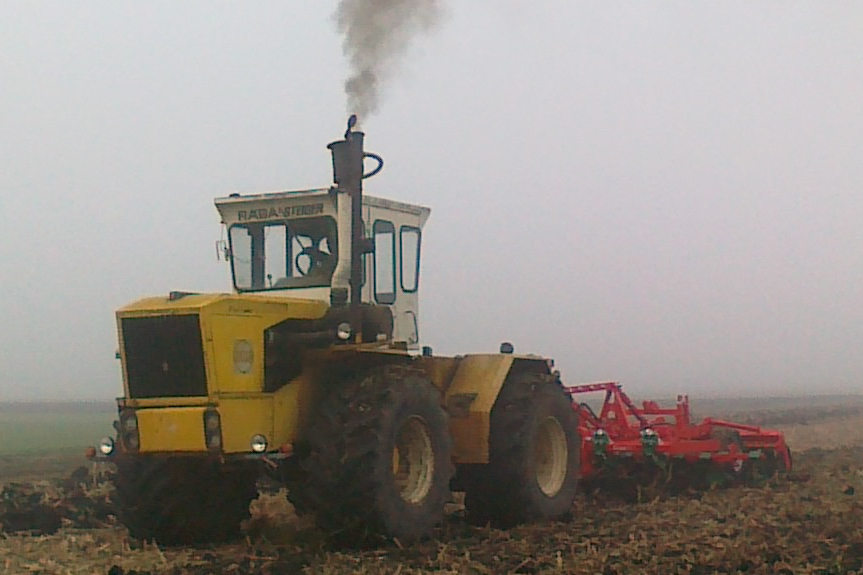
Rába-Steiger 250 トラクター
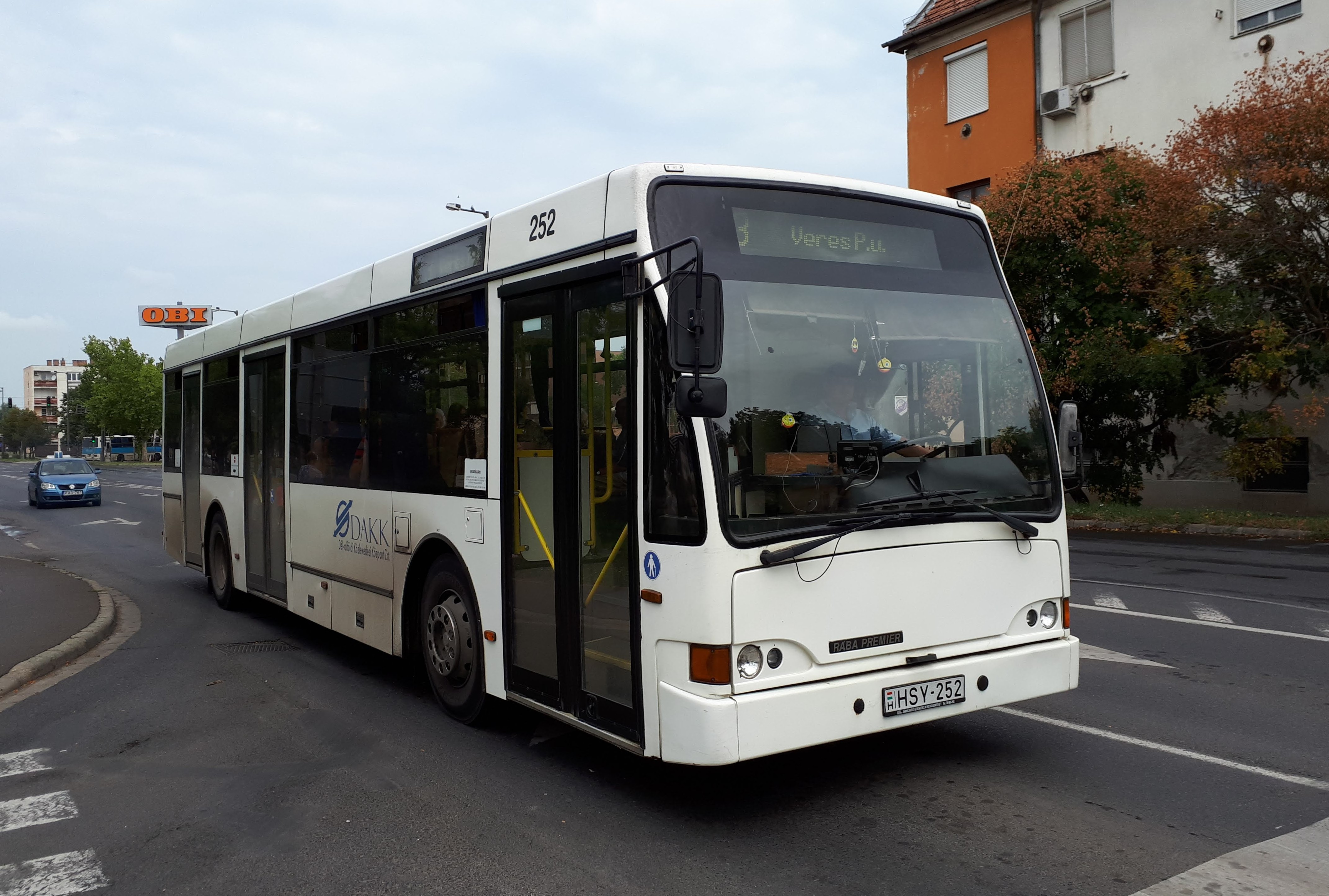
Rába Premier 091 路線バス
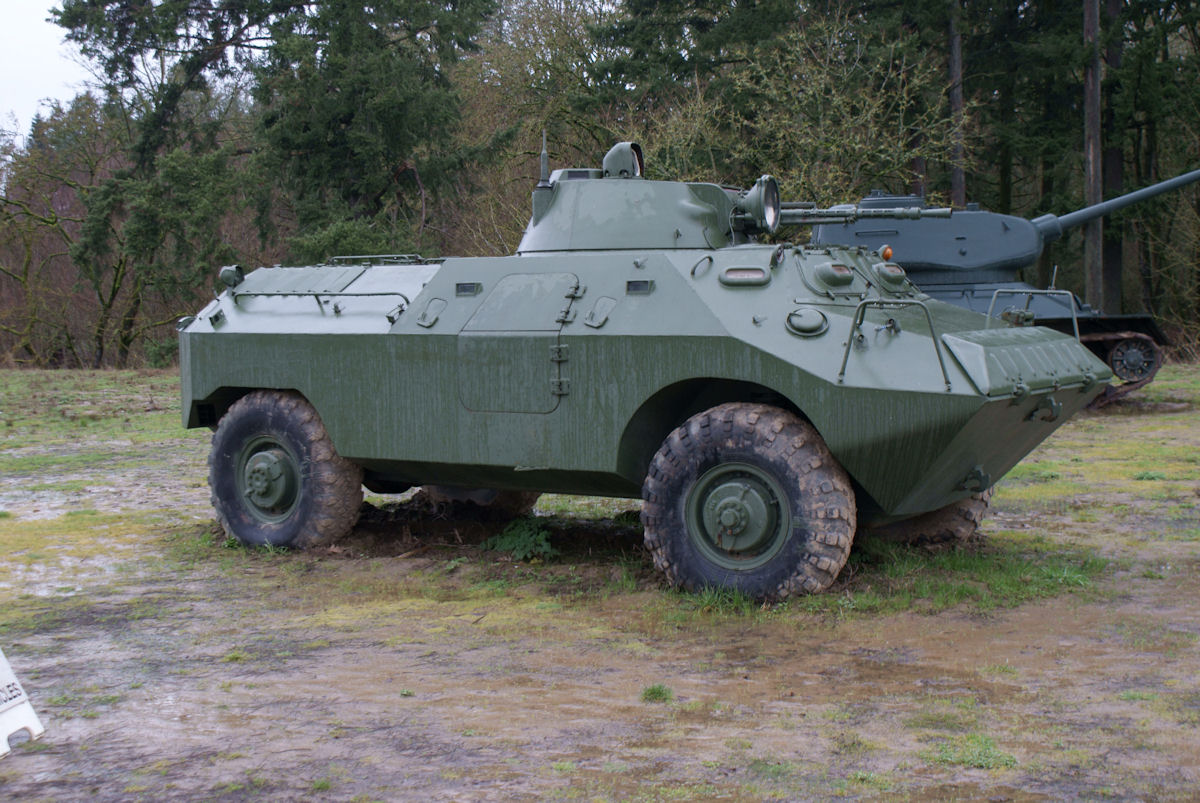
PSZH 装甲戦闘車両
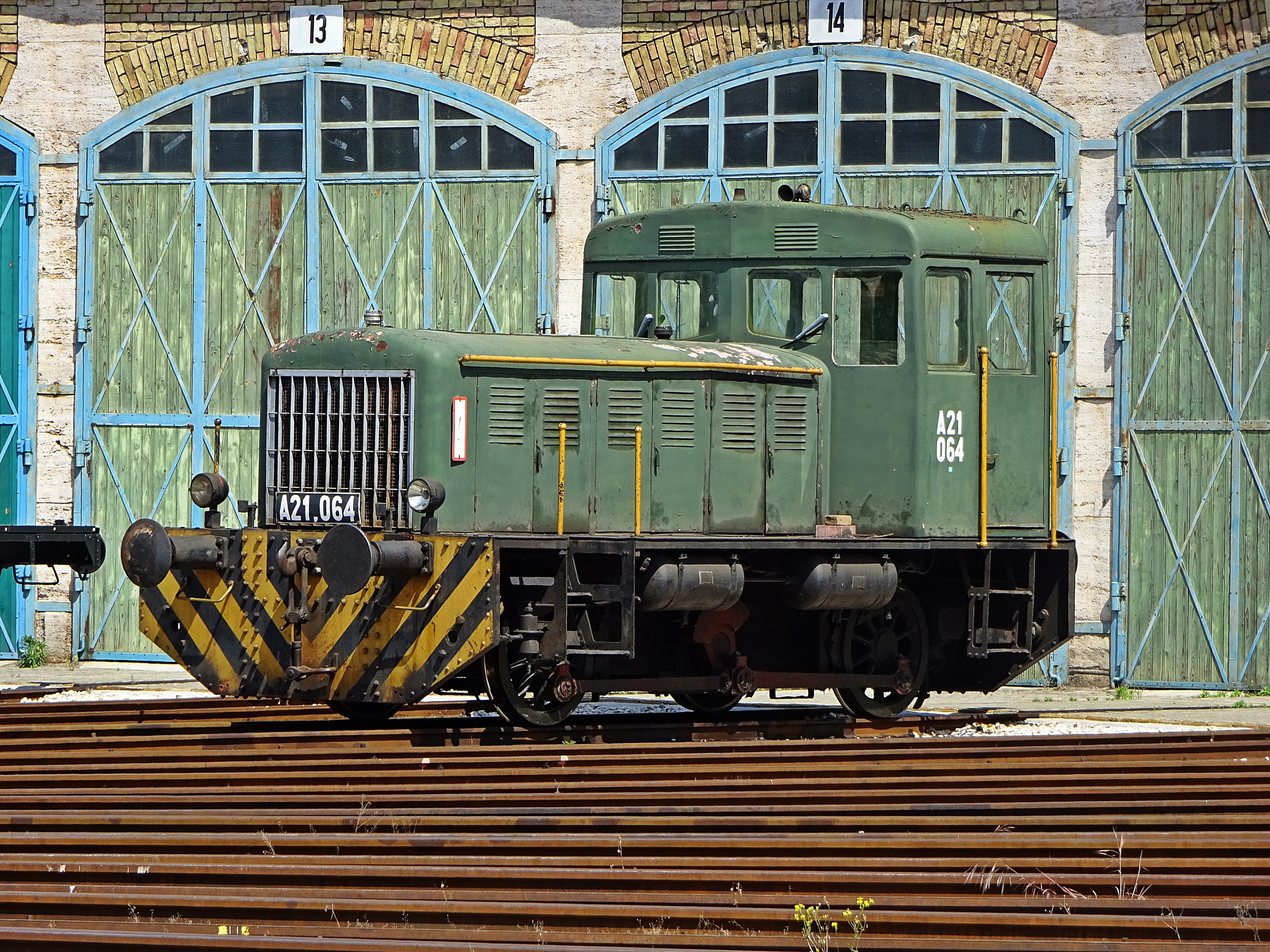
MÁV M28 機関車
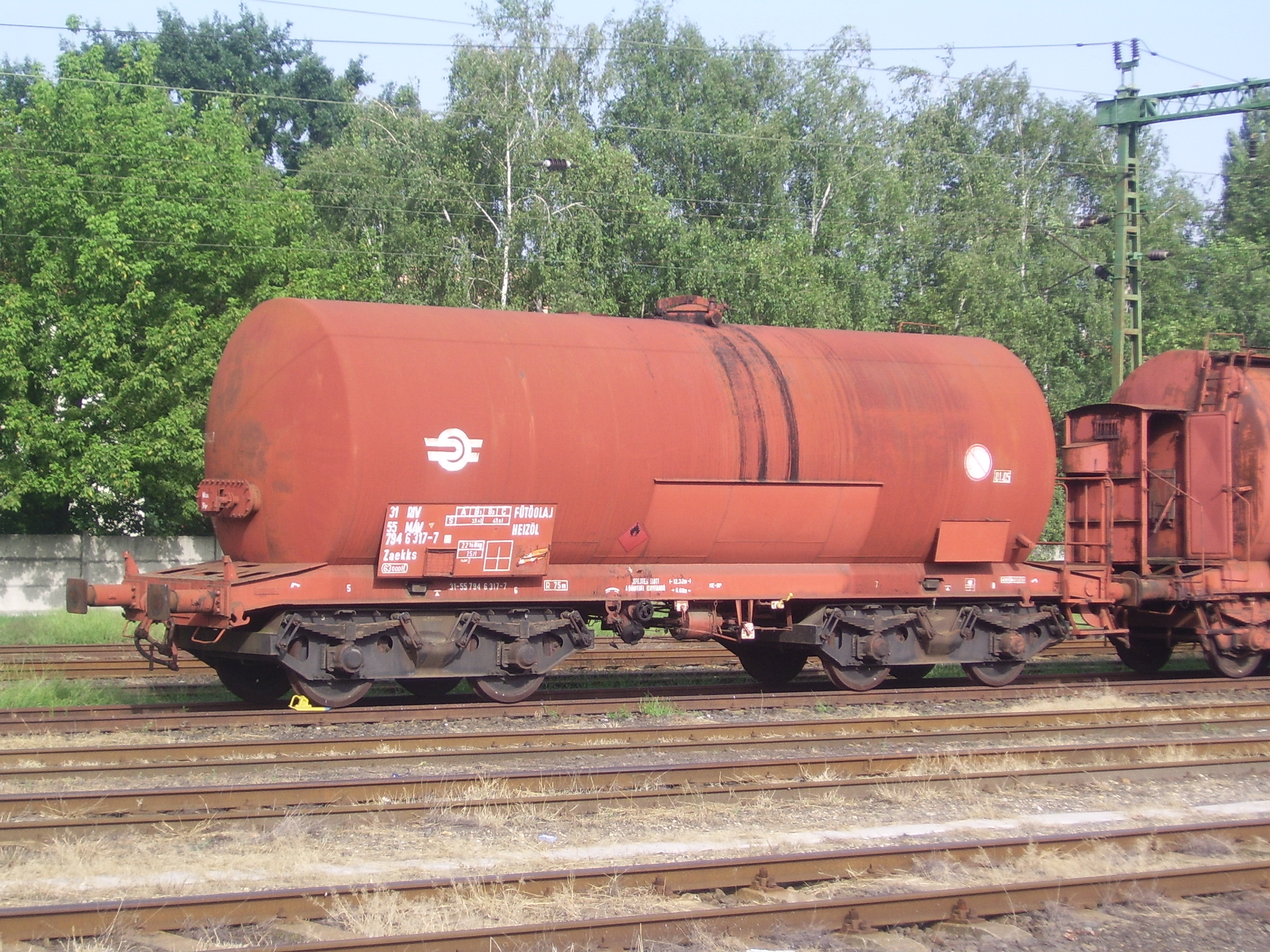
ラーバ製タンク車
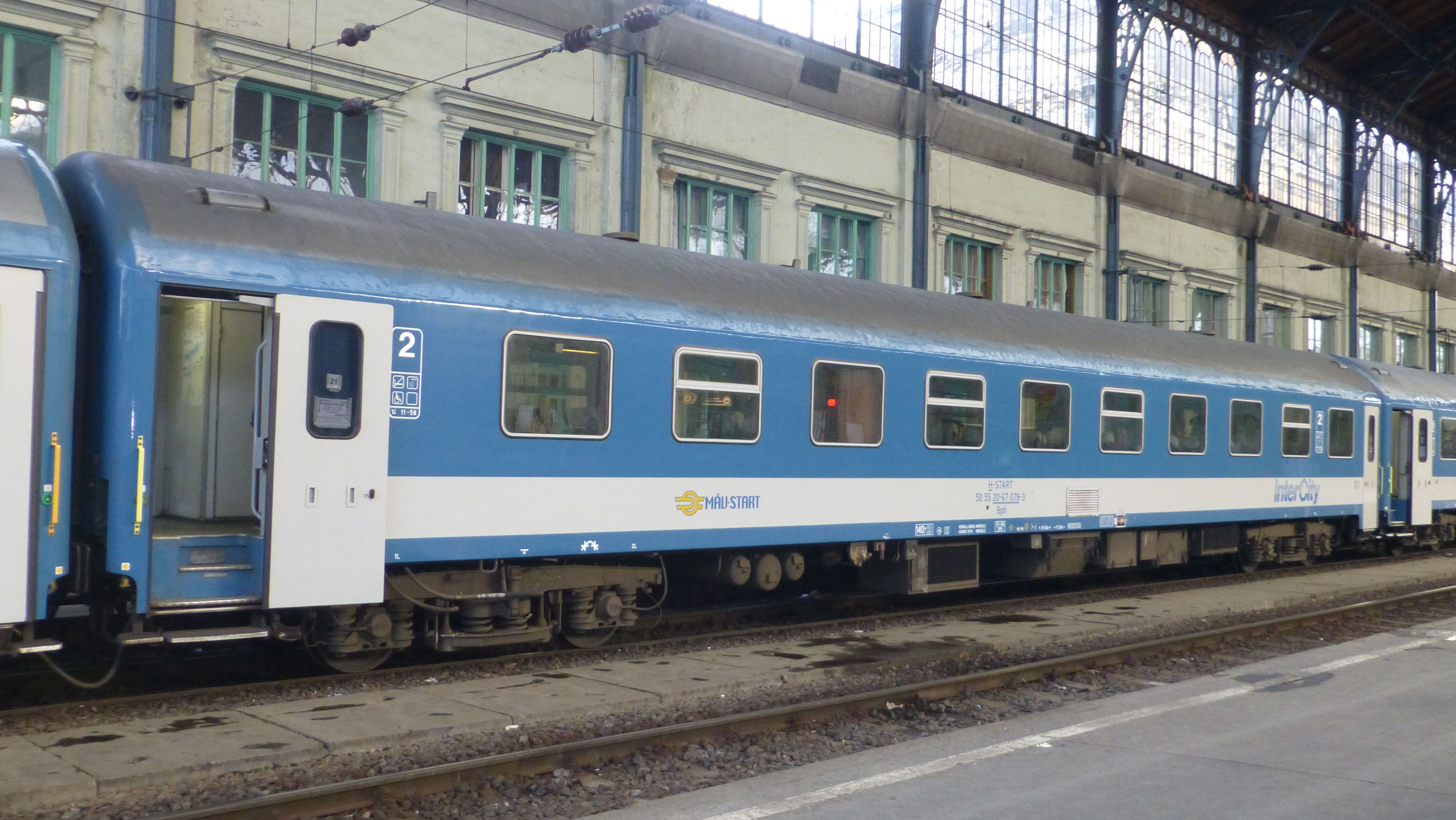
H-START 20-67 Bp型客車